# Червонополянська сільська рада (Антрацитівський район)
| Червонополянська сільська рада — колишній орган місцевого самоврядування у Антрацитівському районі Луганської області з адміністративним центром у с. Червона Поляна. Історична дата утворення: в 1943 році. Водоймища на території, підпорядкованій даній раді: річка Луганчик. Сільській раді підпорядковані населені пункти: - с. Червона Поляна - с. Зеленодільське - с-ще Ковпакове |

## Склад ради
Рада складається з 20 депутатів та голови.

### Керівний склад ради
| ПІБ                          | Основні відомості                                                         | Дата обрання | Дата звільнення |
| ---------------------------- | ------------------------------------------------------------------------- | ------------ | --------------- |
| Корнєєв Володимир Іванович   | Сільський голова, 1949 року народження, освіта, член Партії регіонів      | 26.03.2006   | 01.02.2008      |
| Бурлакова Світлана Сергіївна | Сільський голова, 1966 року народження, освіта, позапартійна              | 30.11.2008   | 31.10.2010      |
| Бурлакова Світлана Сергіївна | Сільський голова, 1966 року народження, освіта вища, член Партії регіонів | 31.10.2010   |                 |

Примітка: таблиця складена за даними джерела